# Шестиугольная призма
Шестиугольная призма — призма с шестиугольным основанием. У этого многогранника 8 граней, 18 рёбер и 12 вершин.
До заточки многие карандаши имеют форму длинной шестиугольной призмы.

## Полуправильный (или однородный) многогранник
Если все боковые грани одинаковые, шестиугольная призма является полуправильным многогранником, более обще, однородным многогранником и четвёртой призмой в бесконечном множестве призм, образованных прямоугольными боковыми сторонами и двумя правильными основаниями. Призму можно рассматривать как усечённый шестигранный осоэдр, представленный символом Шлефли t{2,6}. С другой стороны, его можно рассматривать как прямое произведение правильного шестиугольника на отрезок, которое представляется как {6}×{}. Двойственным многогранником шестиугольной призмы является шестиугольная бипирамида.
Группой симметрии прямой шестиугольной призмы является D6h с порядком 24, а группой вращений является D6 с порядком 12.

## Объём
Как и у большинства призм, объём правильной шестигранной призмы можно найти умножением площади основания (с длиной стороны {\displaystyle a}) на высоту {\displaystyle h}, что даёт формулу:
{\displaystyle V={\frac {3{\sqrt {3}}}{2}}a^{2}\times h}

## Симметрия
Топология однородной шестиугольной призмы могут иметь геометрические вариации с низкой симметрией:
| Симметрия   | D6h, [2,6], (*622) | C6v, [6], (*66) | D3h, [2,3], (*322) | D3h, [2,3], (*322)                 | D3d, [2+,6], (2*3) |
| Конструкция | {6}×{},            |                 | t{3}×{},           | node_1 · 2 · node_f1 · 3 · node_f1 | s2{2,6},           |
| ----------- | ------------------ | --------------- | ------------------ | ---------------------------------- | ------------------ |
| Рисунок     |                    |                 |                    |                                    |                    |
| Нарушение   |                    |                 |                    |                                    |                    |

## Как часть пространственных мозаик
Шестигранная призма присутствует как ячейка в четырёх призматических однородных выпуклых сотах в трёхмерном пространстве:
| Шестиугольные призматические соты · | Треугольно-шестиугольные призматические соты · | Усечённые треугольные призматические соты · | Ромбо-треугольно-шестиугольные призматические соты · |
|                                     |                                                |                                             |                                                      |

Шестигранные призмы существуют также в качестве трёхмерных граней четырёхмерных однородных многогранников:
| Усечённая тетраэдральная призма · | Усечённая октаэдральная призма · | Усечённая кубоктаэдрическая призма · | Усечённая икосаэдрическая призма · | Усечённая икосододекаэдрическая призма · |
|                                   |                                  |                                      |                                    |                                          |
| Усечённая внутрь 5-ячейка ·       | Рёберно усечённая 5-ячейка ·     | Усечённая внутрь 16-ячейка ·         | Рёберно усечённый гиперкуб ·       |                                          |
|                                   |                                  |                                      |                                    |                                          |
| Усечённая внутрь 24-ячейка ·      | Рёберно усечённая 24-ячейка ·    | Усечённая внутрь 600-ячейка ·        | Рёберно усечённая 120-ячейка ·     |                                          |
|                                   |                                  |                                      |                                    |                                          |

## Связанные многогранники и мозаики
| Симметрия: [6,2], (*622)      | Симметрия: [6,2], (*622)       | Симметрия: [6,2], (*622)     | Симметрия: [6,2], (*622)       | Симметрия: [6,2], (*622)     | Симметрия: [6,2], (*622)       | Симметрия: [6,2], (*622)         | [6,2]+, (622)                     | [6,2+], (2*3)                   |
| ----------------------------- | ------------------------------ | ---------------------------- | ------------------------------ | ---------------------------- | ------------------------------ | -------------------------------- | --------------------------------- | ------------------------------- |
|                               |                                |                              |                                |                              |                                |                                  |                                   |                                 |
| node_1 · 6 · node · 2 · node  | node_1 · 6 · node_1 · 2 · node | node · 6 · node_1 · 2 · node | node · 6 · node_1 · 2 · node_1 | node · 6 · node · 2 · node_1 | node_1 · 6 · node · 2 · node_1 | node_1 · 6 · node_1 · 2 · node_1 | node_h · 6 · node_h · 2x · node_h | node · 6 · node_h · 2x · node_h |
| {6,2}                         | t{6,2}                         | r{6,2}                       | t{2,6}                         | {2,6}                        | rr{2,6}                        | tr{6,2}                          | sr{6,2}                           | s{2,6}                          |
| Двойственные им многогранники |                                |                              |                                |                              |                                |                                  |                                   |                                 |
|                               |                                |                              |                                |                              |                                |                                  |                                   |                                 |
| V62                           | V122                           | V62                          | V4.4.6                         | V26                          | V4.4.6                         | V4.4.12                          | V3.3.3.6                          | V3.3.3.3                        |

Этот многогранник можно считать членом последовательности однородных многогранников с угловой фигурой (4.6.2p) и диаграммой Коксетера — Дынкина . Для p < 6 членами последовательности являются усечённые во всех углах многогранники (зоноэдры), и они показаны ниже как сферические мозаики. Для p > 6 они являются мозаиками гиперболической плоскости начиная с усечённой трисемиугольной мозаики.
| Симметрия *n32 n,3 | Сферическая | Сферическая | Сферическая | Сферическая | Евклидова  | Компактная гиперболическая | Компактная гиперболическая | Паракомп.  | Некомпактная гиперболическая | Некомпактная гиперболическая | Некомпактная гиперболическая | Некомпактная гиперболическая |
| Симметрия *n32 n,3 | *232 [2,3]  | *332 [3,3]  | *432 [4,3]  | *532 [5,3]  | *632 [6,3] | *732 [7,3]                 | *832 [8,3]                 | *∞32 [∞,3] | [12i,3]                      | [9i,3]                       | [6i,3]                       | [3i,3]                       |
| ------------------ | ----------- | ----------- | ----------- | ----------- | ---------- | -------------------------- | -------------------------- | ---------- | ---------------------------- | ---------------------------- | ---------------------------- | ---------------------------- |
| Фигуры             |             |             |             |             |            |                            |                            |            |                              |                              |                              |                              |
| Конфигурация       | 4.6.4       | 4.6.6       | 4.6.8       | 4.6.10      | 4.6.12     | 4.6.14                     | 4.6.16                     | 4.6.∞      | 4.6.24i                      | 4.6.18i                      | 4.6.12i                      | 4.6.6i                       |
| Двойственная       |             |             |             |             |            |                            |                            |            |                              |                              |                              |                              |
| Конфигурация грани | V4.6.4      | V4.6.6      | V4.6.8      | V4.6.10     | V4.6.12    | V4.6.14                    | V4.6.16                    | V4.6.∞     | V4.6.24i                     | V4.6.18i                     | V4.6.12i                     | V4.6.6i                      |